# Zhang (Dingxi)
Der Kreis Zhang (漳县; Pinyin: Zhāng Xiàn) ist ein Kreis der bezirksfreien Stadt Dingxi in der chinesischen Provinz Gansu. Er hat eine Fläche von 2.167 Quadratmetern und zählt 199.100 Einwohner (Stand: Ende 2018).